# Distretto di Zdolbuniv
Il distretto di Zdolbuniv (in ucraino Здолбунівський район?, Zdolbunivs'kyj rajon) era un distretto dell'Ucraina, situato nell'oblast' di Rivne, con capoluogo Zdolbuniv. È stato soppresso in seguito alla riforma amministrativa del 2020.